# 選択乗車
選択乗車（せんたくじょうしゃ）は、鉄道や路線バスの特定の区間において複数の経路や事業者線が存在する場合、いずれかを旅客の任意により選択して乗車できるようにした乗車券の制度である。
1. 指定された複数の経路
指定された2つ以上の経路の中から任意に選択して乗車できる制度。
複数の事業者間で運賃・乗車券を共通化したものは共通乗車制度と呼ぶ。
2. 券面に記載されたものとは異なる経路
券面とは異なる経路に乗車しても良いとし、その差額の精算は行わない特例。

暫定的に2について、とりわけJRの旅客営業規則上の「選択乗車」について説明する。

## 概要
JR各社の「旅客営業規則」157条に以下のように規定されている（第2項以下は大都市近郊区間を参照。）。

### 経路特定区間との違い
経路特定区間と類似した制度であるが、以下のような違いがある。
- JRはいずれの経路に基づく運賃で乗車券を発券してもよい。経路特定区間の場合はいずれの経路をとる場合でも指定された（短い）経路に基づく運賃計算となる。これは、経路特定区間が運賃計算の特例であるのに対し、選択乗車が乗車券の効力の特例であることから起こる差異である。
- 徒歩や他の交通機関で連絡することを前提に、片方の経路が（JR線としては）途切れるものがあるが、途切れた区間についてはJRの乗車券には含まれない。かつては在来線同士（例：天王寺駅 - 大阪駅間では大阪環状線のほか、JR難波駅から他の交通機関で大阪駅との間を移動することも可能であった）も存在したが、現在は新幹線が関わる区間（例：新富士駅と富士駅を同一駅とみなす）だけとなっている。

- 経路によっては選択乗車中の途中下車が認められない場合がある。
- 定期乗車券には適用されない。
- 経路特定区間は特急料金・グリーン料金などの料金計算にも適用されるが、選択乗車は乗車券の効力であり、料金券には適用されない。
- 経路特定区間は両端の1駅ずつに対する規定だが、選択乗車は区間（複数の駅）が対象となっている場合がある。
  - 経路特定区間は両端以外の区間内の駅から乗車する場合は対象とならないが、選択乗車の場合は長崎本線旧線のように両端以外の区間内の駅でも対象になり、大回り乗車をしても短い経路に基づく運賃計算になる場合がある。

経路特定区間は市販の時刻表に掲載されているが、選択乗車は掲載されていない。なお、選択乗車制度の詳細については直接JR駅の係員に確認するか、「旅客営業規則」を閲覧するなど別の方法で確認する必要がある。

### 設定されている区間
2024年10月現在、以下の区間に設定されている。ただし、新在別線区間において新幹線と在来線の間で選択乗車を認めるものは一部を除いて省略した。
| 号 | 乗車する区間                                                                                    | 選択区間1                                    | 選択区間2                                  | 選択区間3                    | 券面表示経路区間外での 途中下車可否 | 備考              |
| -- | ----------------------------------------------------------------------------------------------- | -------------------------------------------- | ------------------------------------------ | ---------------------------- | ----------------------------------- | ----------------- |
| 8  | 小牛田以遠（松山町又は上涌谷方面）の各駅と くりこま高原又は新田以遠（石越方面）の各駅との相互間 | 小牛田・くりこま高原間、小牛田・新田間       |                                            |                              | 可                                  | [ 注 2 ]          |
| 19 | 小田原以遠（早川方面）の各駅と 横浜・新横浜間の各駅との相互間                                   | 東海道本線経由、新幹線経由                   |                                            |                              | 横浜・新横浜間内不可                | [ 注 3 ]          |
| 21 | 小田原以遠（早川方面）の各駅と 東神奈川以遠（新子安方面）の各駅との相互間                       | 東海道本線経由、新幹線及び横浜線経由         |                                            |                              | 可                                  |                   |
| 22 | 辰野以遠（宮木方面）の各駅と 塩尻以遠（洗馬又は広丘方面）の各駅との相互間                       | 小野経由、岡谷経由                           |                                            |                              | 不可                                | [ 注 4 ]          |
| 29 | 大阪以遠（天満又は福島方面）の各駅と 西明石以遠（大久保方面）の各駅との相互間                   | 東海道本線及び山陽本線経由、新幹線経由       |                                            |                              | 不可                                | [ 注 4 ]          |
| 30 | 新大阪以遠（東淀川又は南吹田方面）の各駅と 西明石以遠（大久保方面）の各駅との相互間             | 新大阪・三ノ宮又は神戸間、新大阪・新神戸間   | 西明石・神戸又は三ノ宮間、西明石・新神戸間 |                              | 可                                  | [ 注 5 ]          |
| 33 | 相生以遠（竜野方面）の各駅と 東岡山以遠（高島方面）の各駅との相互間                             | 山陽本線経由、赤穂線経由                     |                                            |                              | 可                                  |                   |
| 34 | 向井原以遠（伊予市方面）の各駅と 伊予大洲以遠（西大洲方面）の各駅との相互間                     | 伊予長浜経由、内子経由                       |                                            |                              | 可                                  |                   |
| 44 | 居能以遠（宇部新川方面）の各駅と 小野田以遠（厚狭方面）の各駅との相互間                         | 宇部線及び山陽本線経由、小野田線経由         |                                            |                              | 可                                  |                   |
| 45 | 新山口以遠（四辻又は周防下郷方面）の各駅と 宇部以遠（小野田方面）の各駅との相互間               | 山陽本線経由、宇部線経由                     |                                            |                              | 可                                  |                   |
| 49 | 筑後船小屋以遠（羽犬塚方面）の各駅と 熊本以遠（西熊本又は平成方面）の各駅との相互間             | 筑後船小屋・大牟田間、筑後船小屋・新大牟田間 | 大牟田・玉名間、新大牟田・新玉名間         | 熊本・玉名間、熊本・新玉名間 | 可                                  |                   |
| 50 | 筑後船小屋以遠（羽犬塚方面）の各駅と 新大牟田又は大牟田以遠（荒尾方面）の各駅との相互間         | 筑後船小屋・大牟田間、筑後船小屋・新大牟田間 |                                            |                              | 可                                  |                   |
| 51 | 筑後船小屋以遠（羽犬塚方面）の各駅と 新玉名又は玉名以遠（肥後伊倉方面）の各駅との相互間         | 筑後船小屋・大牟田間、筑後船小屋・新大牟田間 | 大牟田・玉名間、新大牟田・新玉名間         |                              | 可                                  |                   |
| 52 | 大牟田以遠（銀水方面）の各駅と 玉名以遠（肥後伊倉方面）の各駅との相互間又は 新大牟田・新玉名間  |                                              | 大牟田・玉名間、新大牟田・新玉名間         |                              | 可                                  |                   |
| 53 | 熊本以遠（西熊本又は平成方面）の各駅と 新大牟田又は大牟田以遠（銀水方面）の各駅との相互間       |                                              | 玉名・大牟田間、新玉名・新大牟田間         | 熊本・玉名間、熊本・新玉名間 | 可                                  |                   |
| 54 | 熊本以遠（西熊本又は平成方面）の各駅と 新玉名又は玉名以遠（大野下方面）の各駅との相互間         |                                              |                                            | 熊本・玉名間、熊本・新玉名間 | 可                                  |                   |
| 55 | 喜々津以遠（西諫早方面）の各駅と 浦上又は長崎駅との相互間                                       | 現川経由、本川内経由                         |                                            |                              | 可                                  |                   |
| 56 | 喜々津以遠（西諫早方面）の各駅と 長与・西浦上間各駅との相互間                                   | 現川経由、本川内経由                         |                                            |                              | 長与・西浦上間内不可                | [ 注 3 ] [ 注 6 ] |
| 57 | 東園・本川内間各駅と 浦上又は長崎駅との相互間                                                   | 長与経由、現川経由                           |                                            |                              | 可                                  |                   |

- 号は規則第157条第1項の各号

## JR以外の類似の制度
JR以外の日本の鉄道事業者では、路線網が比較的限定的であるほか、該当する場合でも普通乗車券や回数乗車券においては最安となる経路で運賃を計算できる場合が多く、このような特例は設定されていない場合が多い。東武鉄道のように、環状となっている区間をいずれの経路でも営業キロが同一となるように調整している例もある。ICカード乗車券や磁気カード乗車券では常に最短経路で運賃が計算されるため、選択乗車が常に可能である。
阪急電鉄の場合、環状線となっている宝塚線と神戸線・今津線の区間内発着については発着駅間が最短10km以上の場合、選択乗車が可能である。ICカード乗車券や磁気カード乗車券では距離に関係なく、環状線区間外発着であっても選択乗車が常に可能である。
また、区間を指定する定期券については、本制度と同様の特例が制定されている場合がある。
- 近畿日本鉄道 : 大阪方面へ複数の経路をとることが可能な区間を発着するものについて一部で認められているほか、大阪方面への路線が近接する特定駅について認められている事例もある[7]。
- 東京地下鉄（東京メトロ） : 同一駅または同一駅と見做される相互間のうち、事業者が定める区間について認められている[8]。